# Ninive-Ebene
Die Ninive-Ebene (klassisches syrisch ܦܩܥܬܐ ܕܢܝܢܘܐ Pqatā d'Ninwe, modernes reichsaramäisch ܕܫܬܐ ܕܢܝܢܘܐ Daštā d'Ninwe, kurdisch دەشتا نەینەوا Deşta Neynewa) ist eine Region in der irakischen Provinz Ninawa. Im Norden und im Westen grenzt sie an die Stadt Mossul. Die Ebene besteht generell aus drei Distrikten: Tel Kaif, al-Hamdaniya und Schechan. Die Gegend beinhaltet auch die antiken assyrischen Ruinen der Städte Ninive, Nimrud und Dur Scharrukin.

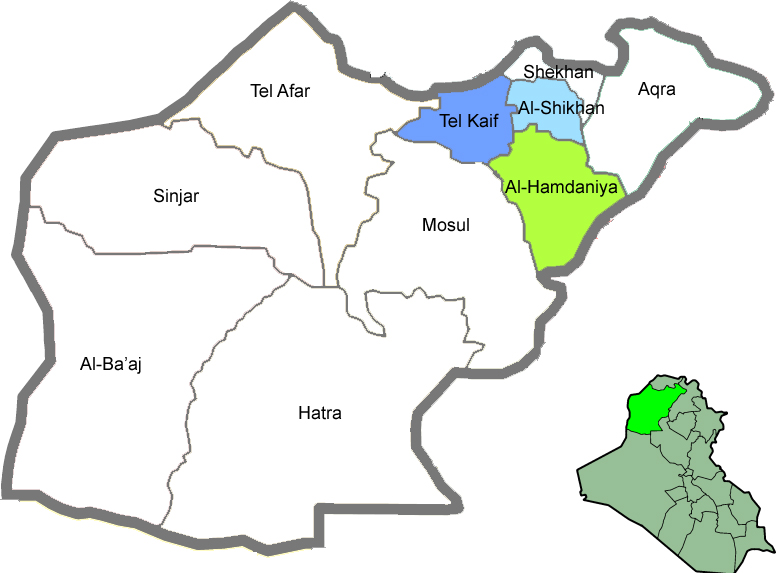
Karte der Ninive-Ebene in der Provinz Ninawa

## Bevölkerung
Die meisten der Einwohner sind – beziehungsweise waren bis zum Irakkrieg ab 2003 und der Daesch-Herrschaft 2014 bis 2016 – syrisch-aramäisch sprechende Christen (Suryoye) (auch Assyrer/Aramäer/Chaldäer genannt). 2019/2020 gehörten sie folgenden syrischen Kirchen an:
- Syrisch-katholische Kirche (51,8 %)
- Syrisch-Orthodoxe Kirche von Antiochien (31,9 %)
- Chaldäisch-katholische Kirche (15,7 %)
- Alte Kirche des Ostens (0,3 %)
- Assyrische Kirche des Ostens (0,1 %)
- Melkitische Griechisch-katholische Kirche (0,1 %)

Die Region der Ninive-Ebene gilt als Heimat der syrischen Christen. Neben den syrischen Christen leben als eine Minderheit auch Jesiden, Kurden & Schabak in der Ebene. Anfang 2014, vor der Okkupation durch Daesch (IS), machten die Christen nach Angaben des kurdischen Nachrichtennetzwerks Rudaw etwa 40 % der Bevölkerung der Ninive-Ebene aus. Laut der letzten anerkannten Volkszählung von 1957 machten Christen rund 60 % der Bevölkerung der Ninive-Ebene aus, während es in ganz Irak etwa 3,1 % waren. Nur eine Minderheit der im Jahr 2014 Vertriebenen kehrte ab 2017 nach der Vertreibung des Islamisten zurück. Dennoch bezifferte der chaldäisch-katholische Priester Thabet Mekko im August 2019 gegenüber Vatican News den aktuellen Anteil der Christen in der Ninive-Ebene auf „noch über 60 Prozent“. Kirche in Not kam allerdings für 2019 nur noch auf einen Anteil an Christen von rund 10 %, wobei nur noch in Alqosch, Baghdida und Tesqopa mehrheitlich und in Bartella zu mehr als einem Drittel Christen lebten. In den kleinen Dörfern und in Bartella bildeten dagegen inzwischen Schabak die Mehrheit, in Schechan, Bahzani und Baschiqa jedoch Jesiden. Tel Keppe wird inzwischen von arabischen Sunniten dominiert, deren Ansiedlung teilweise auf die Arabisierungpolitik in den 1970er und 1980er Jahren durch Saddam Hussein zurückgeht. Während laut Kirche in Not insgesamt etwa 40 % der Christen nach 2016 in ihre Wohnorte zurückgekehrt sind, ist ein Großteil der Christen Tel Keppes – Chaldäer – in die USA ausgewandert.
Laut der 2020 erschienenen Studie von Kirche in Not identifizieren sich 54 % der befragten Christen der Ninive-Ebene als „Syrisch“ („Syriakisch“ – syrisch-orthodox und syrisch-katholisch, insbesondere in Bartella und Baghdida), 35 % als „Chaldäer“ (chaldäisch-katholisch, insbesondere in Baqopa, Batnaya, Tel Keppe und Tesqopa) und 2 % als „Assyrer“ (Assyrische Kirche des Ostens und Alte Kirche des Ostens, am meisten noch in Tel Keppe und Karamless). Nur 9 % der befragten Christen bezeichneten sich als „Araber“ (gleichzeitig Sprecher des Arabischen: rund die Hälfte der Christen in Karamless, Baschiqa und Bahzani, 5 % in Baghdida, 3 % in Tesqopa und anderswo 0 %). 90 % der Christen gaben Surith („Syrisch“, Ost-Aramäisch) als ihre erste Sprache an (100 % in Bartella, Batnaya und Tel Keppe, mindestens 90 % in Karamless, Baqopa, Baghdida und Tesqopa, 16 % in Bahzani, 11 % in Baschiqa und 0 % in Mosul). Auf Grund des Exodus der Christen wird das Fortbestehen der Surith-Sprache als bedroht angesehen.

## Angriffe von Islamisten und anderen Gruppen auf Christen
Angriffe von Islamisten auf Christen in der Stadt Mossul führten ab Oktober 2008 zu einer Flüchtlingswelle in die Dörfer der Ninive-Ebene, wodurch die dortige christliche Bevölkerung vorübergehend anschwoll. Innerhalb eines Monats flohen über 13.000 Christen aus der Stadt in die Ninive-Ebene.
Im August 2014 eroberte die islamistische Terrororganisation Daesch (IS) von Süden her einen Großteil der Ninive-Ebene, darunter das als inoffizielle christliche „Hauptstadt“ geltende Baghdida, weswegen praktisch alle Christen und weiteren nicht-sunnitischen Bewohner fliehen mussten. Die meisten christlichen Flüchtlinge kamen in die überwiegend christliche Stadt Ankawa am Nordrand von Erbil. Etwa 15.000 Menschen kamen im Flüchtlingslager Mart Schmoni und rund 4000 im Einkaufszentrum von Ankawa unter. Nach der Vertreibung der Islamisten zwischen Oktober 2016 und Juli 2017 kehrten bis April 2018 etwa 5000 von zuvor 9000 christlichen Familien nach Baghdida zurück. Auch die chaldäische Kathedrale St. Josef nahm Flüchtlinge auf. Nach den Worten des Ankawaer chaldäischen Erzbischofs Bashar Warda von März 2019 befanden sich noch 6000 Flüchtlinge aus der Ninive-Ebene in der Obhut der chaldäischen Kirche der Stadt, während 6000 Familien ins Ausland, meist in die USA, nach Kanada oder Australien geflohen waren, rund 8000 Familien jedoch in ihre Heimat in der Ninive-Ebene zurückgekehrt waren. Als großes Hindernis für die Rückkehr der Flüchtlinge in die Heimat wir die mutwillige Zerstörung der Häuser und Kirchen durch die islamistischen Besatzer angesehen. Bis August 2018 waren nach Angaben der katholischen Hilfsorganisation Kirche in Not etwa 40 % der vertriebenen Christen – 8815 christliche Familien mit rund 40.000 Personen – in ihre Heimat zurückgekehrt. Von den 13.500 zerstörten oder beschädigten Häusern war etwa ein Drittel wieder aufgebaut worden, wofür die Hilfsorganisation Ninive Reconstruction Committee pro Familie rund 7000 US-Dollar bereitgestellt hatte. Der christliche Minister der Regionalregierung der Autonomen Region Kurdistan, Ano Jawhar Abdoka, malt ein wesentlich düstereres Bild: Nach seinen Worten, gestützt auf Aussagen örtlicher Geistlicher, verlassen jede Woche vier bis sechs Familien die Ninive-Ebene in Richtung der Region Kurdistan-Irak oder ins Ausland, weswegen hunderte neugebauter Häuser leer stünden. Die wichtigste Ursache hierfür sei Unsicherheit und Angst, da unkontrollierte Milizen hier eine größere Macht hätten als die irakische Staatsmacht. Die bewaffneten Kräfte der schiitischen al-Haschd asch-Schaʿbī betrieben aktiv eine Veränderung der Bevölkerungsverhältnisse zuungunsten der Christen durch Ansiedlung von Schiiten. Der einstige irakische Ministerpräsident Haider al-Abadi und der ehemalige US-Sonderbeauftragte Brett McGurk hätten diesen Milizen das Gebiet überlassen. Abdoka fordert eine internationale Lösung für die Christen in der Ninive-Ebene. Ähnliche Begründungen für die mangelnde Bereitschaft von Flüchtlingen aus der Ninive-Ebene zu ihrer Rückkehr nannten im Januar 2019 auch der syrisch-orthodoxe Erzbischof von Mosul und Kirkuk, Nicodemus Daoud Sharaf, und der Koordinator für internationale Hilfe der Regierung der Autonomen Region Irakisch-Kurdistan, Dindar Zebari. Nach Angaben von Letzterem waren 85 % der Flüchtlinge noch nicht zur Rückkehr bereit. Die christenfeindlichen Milizen seien vor allem in Telkaif und al-Hamdaniya (mit dem Zentrum Baghdida) aktiv.
Laut Kirche in Not begann die Bevölkerung der Ninive-Ebene im Jahr 2019 wieder zu fallen, da Bewohner zunehmend in Ausland abwandern. Allein aus Baghdida emigrierten 2019 innerhalb der drei Sommermonate 3000 Menschen. Als wichtigster Grund wird die politische Unsicherheit und allgemeine Bedrohung genannt, da sich die meisten Christen in der Ninive-Ebene angesichts der hier operierenden schiitischen Milizen – insbesondere der al-Haschd asch-Schaʿbī (Schabak-Miliz oder 30. Brigade in Bartella, Baschiqa und Chidr Ilyas sowie die Babylon-Brigade in Tel Keppe und Batnaya) – unsicher fühlen. Dabei gehört Baghdida (neben Karamless) zu den wenigen Orten der Ninive-Ebene, in denen die christlichen Einheiten zum Schutz der Ninive-Ebene (Nineveh Protection Units, NPU) die Kontrolle haben, während es der Schabak-Miliz gelungen ist, aus dem bis 2014 praktisch rein christlichen und syrischsprachigen, mehrheitlich zur syrisch-orthodoxen Kirche angehörenden Bartella eine mehrheitlich schiitische Schabak-Ortschaft zu machen. Um diesen Trend umzukehren, unterstützt Kirche in Not sowohl den Wiederaufbau von Wohnungen als auch von Kirchen – womit allerdings der festgestellte Hauptgrund für die Emigration, die Bedrohung der Christen durch Milizen, nicht beseitigt ist. Zu den Projekten gehört unter anderem auch der Wiederaufbau der Großen al-Tahira-Kirche in Baghdida bis 2020.

## Autonomiebestrebungen
Da die Städte und Dörfer der Ninive-Ebene eine Mehrheit von syrischen Christen bilden und die Gegend in der Antike ein Teil des Assyrischen Reichs war, wird versucht in der Ninive-Ebene eine autonome Region für die dort lebenden Suryoye zu schaffen. Einige Mitglieder der Autonomen Region Kurdistan (die keine rechtliche Zuständigkeit für den Bereich hat) unterstützten den Vorschlag einer Autonomen Syrisch-Christlichen Region in der Ebene. Seit mehreren Jahren liegen Pläne zur Förderung dieser Region vor, unter anderem ist der Aufbau einer Universität geplant.

## Städte in der Ninive-Ebene
- Tel Keppe (Zentrum des Distrikts Tel Kaif)
- Bachdida (auch Baghdeda oder Karakosch genannt; Zentrum des Distrikts al-Hamdaniya)
- Bartella
- Alqosch
- Karemlasch
- Tel Skuf
- Batnaya
- Baqofa
- Ain Sifni (Zentrum des Distrikts Scheichan)
- Baadre (auch Ba‘adre oder Ba‘adra genannt)
- Mahad (auch Mahat genannt)
- Lalisch
- Baschiqa
- Bahzani
- Bozan
- Beban
- Chatare
- Dochata
- Sreschka
- Choschaba[22]